# Torill Fonn Hartikainen
Torill Fonn Hartikainen, född 1 november 1967, är en svensk ultralöpare

## Personliga rekord
- Maraton – 3:40:36 (Mariestad 16 augusti 2012)[3]
- 100 km landsväg – 9:07:12 (Tibro 16 april 2011)[1]
- 24-timmarslöpning – 203 554 m (Madrid, Spanien 6 maj 2007)[2]